# Башня Фринтроп

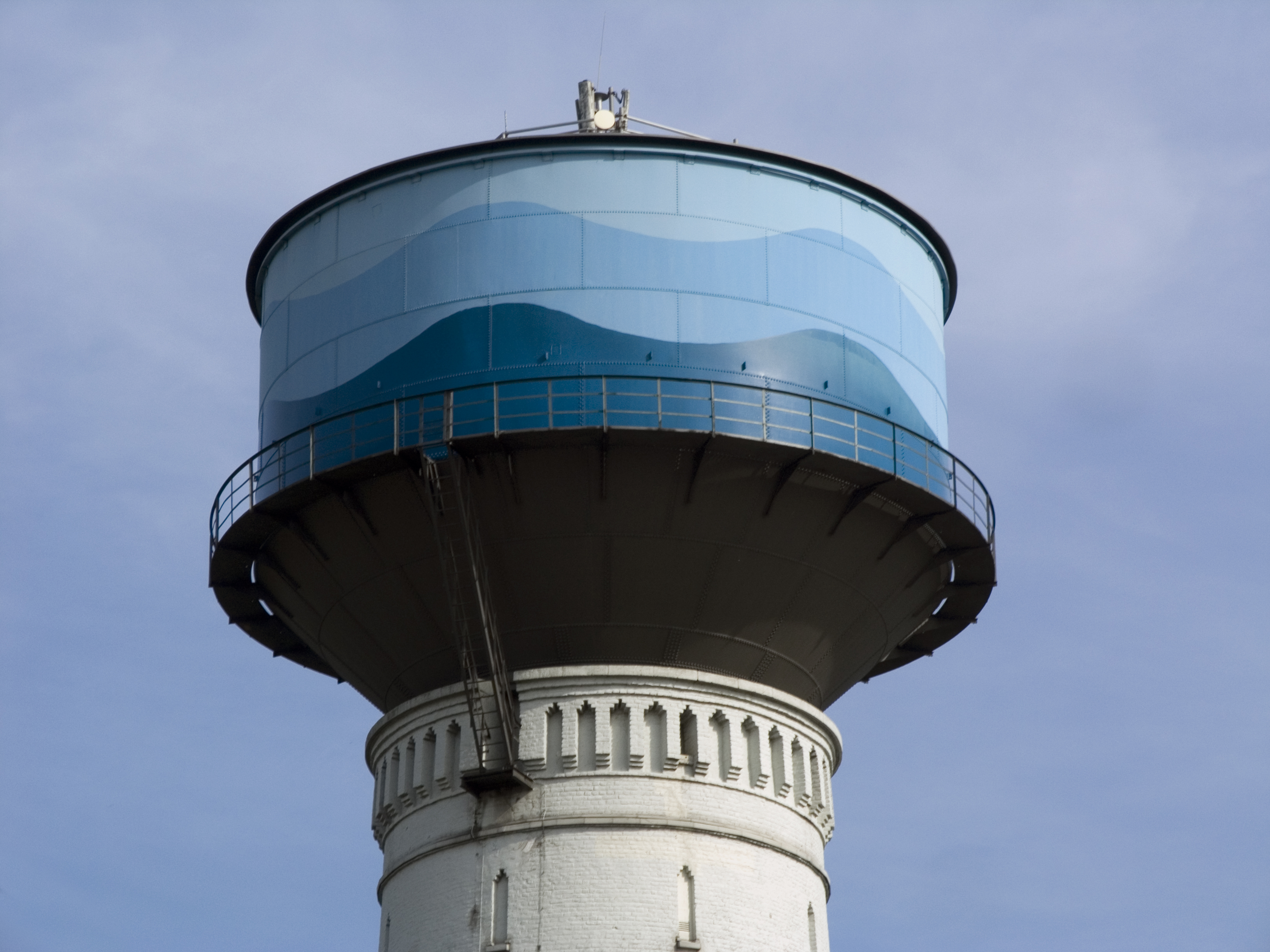
Водяной резервуар

Башня Фринтроп (нем. Frintroper Wasserturm) — водонапорная башня в районе Бединграде города Эссен (федеральная земля Северный Рейн — Вестфалия). Своё название башня получила по имени соседнего района Эссена — Фринтроп, которому ранее принадлежала территория, на которой она построена. С 1995 года башня находится под охраной государства. Башня расположена по адресу Frintroperstraße, 326.
Водонапорная башня была построена в 1897 году и имеет высоту 44,15 м. Круглая в плане башня построена из кирпича. Видимость этажности создают 7 рядов «слепых» окон. «Ствол» башни завершается ажурным арочным фризом. Раскрашенный синими и голубыми волнами металлический водяной резервуар, установленный уже в настоящее время, имеет объём 1 млн литров.
Башня Фринтроп обеспечивает водоснабжение не близлежащих районов, а расположенных севернее городов Боттроп, Гладбек и Дорстен. Собственником башни является Рейнско-Вестфальское гидротехническое общество («RWW Rheinisch-Westfälische Wasserwerksgesellschaft mbH»), находящееся в городе Мюльхайм-на-Руре.